# Худец, Младен
Младен Худец (хорв. Mladen Hudec; 8 февраля 1924, Слунь, Карловачка — 7 февраля 2004, Загреб) — югославский инженер, эксперт в области оптики, статики и возведения металлоконструкций. За несколько десятилетий своей деятельности он поспособствовал строительству нескольких десятков зданий и объектов по всей Югославии.

## Биография
Младен Худец родился в 1924 году в городе Слунь. В возрасте восемнадцати лет закончил гимназию в Загребе, после чего поступил на технический факультет Загребского университета. Окончив в 1950 году университет в хорватской столице, Худец переехал в Сараево, где с 1951 по 1961 год в стенах технического факультета Сараевского университета прошёл путь от ассистента до доцента и создал лабораторию модельных испытаний на кафедре статики. В этот период жизни он основательно увлёкся исследованиями оптики и статики, в связи с чем провёл немало времени в лабораториях Германии, Франции и Великобритании, где преуспел в изучении фотоупругости, а также принял участие в разработке фотоупругого аппарата и устройства Муара для тестирования моделей плоских пластин. Преуспел Худец и в оригинальных исследованиях, самыми примечательными из которых являются его работы по интерполяции изохромов, получившие в научных кругах название «Метод Худеца». Следующие четыре года он провёл в хорватском городе Сень, где осуществлял надзор за строительством объектов для Сеньской гидроэлектростанции.
В 1965 году Худец в качестве доцента вернулся в свою альма-матер, где продолжал работу вплоть до своего выхода на пенсию в 1994 году, прервав свою деятельность в Загребском университете лишь однажды, в 1970/71 учебном году, когда он в качестве приглашённого профессора вёл лекции в школе Генри Крамба Колумбийского университета в Нью-Йорке. Преподавательскую деятельность Худец совмещал с работой по проектированию металлоконструкций для строящихся зданий и сооружений по всей Югославии. Таким образом, за несколько десятилетий своего труда он поспособствовал возведению нескольких десятков объектов, среди которых были: физкультурный дом в Храснице, платформа для железнодорожного вокзала Сараево, здание управления ГЭС «Ябланица», водохранилище Илияш, здания для Сараевского университета, Национального собрания СРБиГ, института интеллектуальной собственности Боснии и Герцеговины, ЦК Союза коммунистов Хорватии и здания Europa Press Holding. Также Младена Худеца приглашали для проектирования подземных сооружений, таких как тоннели Учка, Тухобич, Яворова-Коса, Врата и подземных объектов для гидроэлектростанций «Яйце-1» и «Яйце-2».
В 1980 году Худец защитил докторскую диссертацию на тему «Метод нерегулярной сети», после чего в том же году получил звание профессора горно-геологического факультета Загребского университета. На новом месте он увлёкся изучением биомеханики, что в 1988 году привело к публикации (в соавторстве с Василием Николичем) первой на хорватском языке книги по этой дисциплине. В 1998 году Младен Худец был удостоен звания почётного профессора.